# Tel Bacul
Tel Bacul (hebrejsky: תל בצול) je pahorek o nadmořské výšce okolo – 110 metrů v severním Izraeli, v Charodském údolí.
Leží cca 2 kilometry severozápadně od města Bejt Še'an a 1 kilometr severně od vesnice Mesilot. Má podobu nevýrazného návrší, které vystupuje z roviny Charodského údolí. Severně od pahorku protéká hlavní vodní osa údolí – Nachal Charod, do kterého západně od návrší od jihu přitéká vádí Nachal Amal. Okolí pahorku doplňují četné umělé vodní nádrže. Na severozápad od Tel Bacul vede přes Nachal Charod historicky významný most Kantara a na opačném břehu Nachal Charod se pak rozkládá pahorek Tel Temes.